# Jackson Hole Airport

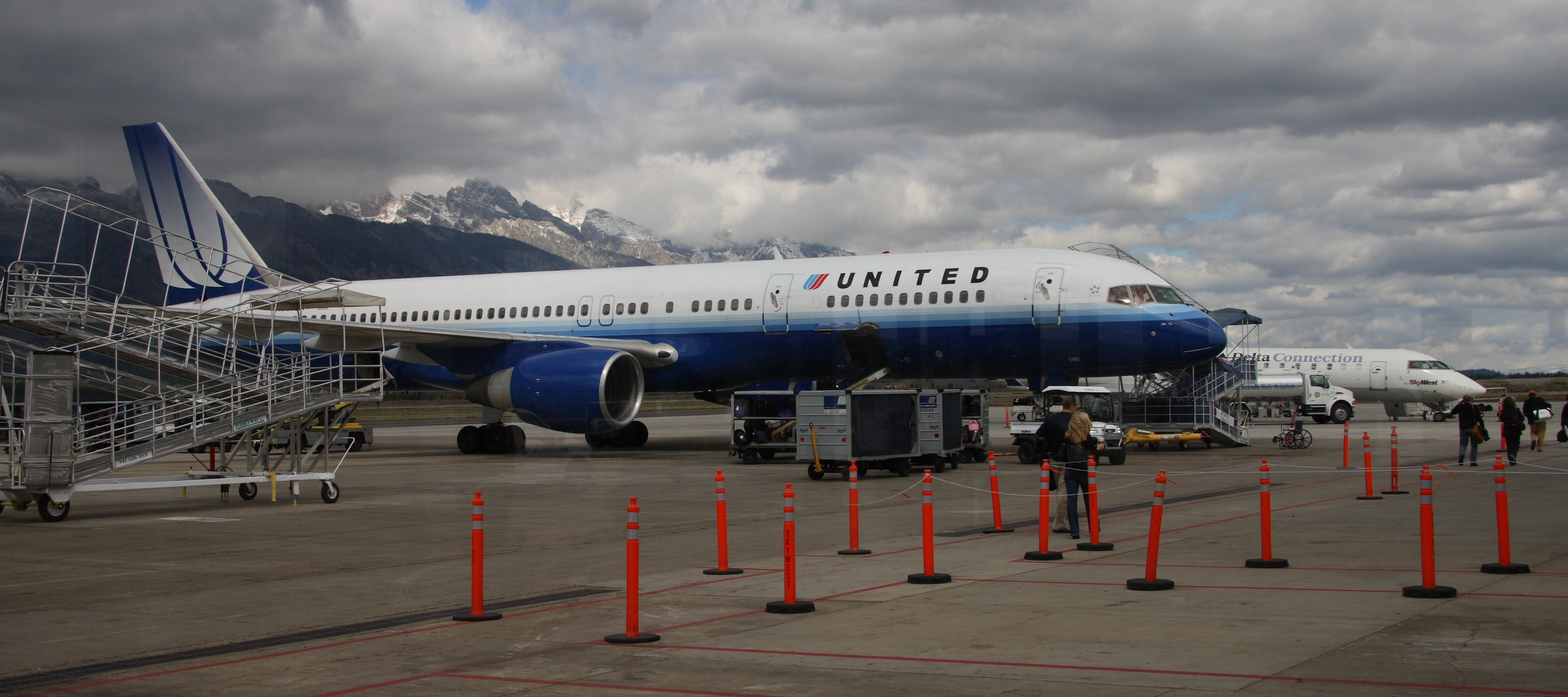
En United Airlines Boeing 757-200 och en Delta Connection CRJ 700 på Jackson Holes flygplats, med Grand Tetons i bakgrunden.

Jackson Hole Airport (IATA-kod: JAC, ICAO-kod: KJAC, FAA LID: JAC) är en flygplats belägen i Teton County, Wyoming, 11 km (7 miles) norr om staden Jackson, Wyoming. Flygplatsen var med 313 000 passagerare 2014 den mest trafikerade i delstaten Wyoming. Den trafikeras året runt av Delta Connection och United Express från de regionala naven Salt Lake City och Denver, under turistortens högsäsong även med direktflyg från flera större flygplatser i USA med Delta Airlines, United Airlines och American Airlines. 
Flygplatsen är uppkallad efter Jackson Hole-dalen där den ligger och är den enda kommersiella trafikflygplats i USA som är belägen i en nationalpark, Grand Teton nationalpark. Av denna anledning lyder flygplatsen under särskilda bullerrestriktioner för att skydda fågellivet.